# InterGalactic Medicine Show
InterGalactic Medicine Show (a veces resumido como IGMS) es una revista electrónica estadounidense de fantasía y Ciencia ficción. Fue fundada por el multi galardonado autor Orson Scott Card.  Una antología también llamada Orson Scott Card's InterGalactic Medicine Show fue publicada por Tor en agosto de 2008,. con historias seleccionadas de esta página web. IGMS ha publicado historias originales de autores galardonados como  Peter S. Beagle, David Farland, Tim Pratt, Eugie Foster, Bud Sparhawk, Mary Robinette Kowal, James Maxey, Mette Ivie Harrison, Sharon Shinn, Eric James Stone y Orson Scott Card. Además de las pequeñas historias, cada una está completamente ilustrada e incluyen contenido de audio, entrevistas y serialización de trabajos largos de Card.
En 2009, la historia de Greg Siewert, "The Absence of Stars: Part One"(La ausencia de las estrellas, Parte I) ganó el WSFA Small Press Award al mejor cuento del año. Otras historias del IGMS han sido nominadas a premios nacionales estadounidenses o reimpresos en varias antologías anuales y en lista anual de lecturas recomendadas de la revista Locus Magazine.

## Historia
La publicación de la revista original, empezó en Sci Fi Wire el 29 de septiembre de 2005, como un fascículo, con columnas actualizadas cuatrimestralmente. La primera publicación fue el 15 de octubre de 2005, y el segundo el 1 de marzo de 2006, el tercero fue editado el 2 de octubre de 2006 y el cuarto el 20 de febrero de 2007. A principios de marzo del 2009, se incrementó la frecuencia a bimensual, y se redujo el contenido de cada publicación.
Los dos primeros artículos fueron editados por Card en persona. Desde el tercero, la revista es editada por Edmund R. Schubert.

## Personal
- Orson Scott Card, Editor Ejecutivo
- Edmund R. Schubert, Editor
- Kathleen A. Bellamy, Director de Edición
- Scott J. Allen, Diseñadopr web
- Sara Ellis, Asistente de edición
- Scott Roberts, Asistente de edición
- Eric James Stone, Asistente de edición
- Chris Bellamy, Asistente de edición